# Xibei (köpinghuvudort i Kina, Jiangsu Sheng, lat 31,66, long 120,43)
Xibei (kinesiska: 锡北, 锡北镇) är en köpinghuvudort i Kina. Den ligger i provinsen Jiangsu, i den östra delen av landet, omkring 160 kilometer öster om provinshuvudstaden Nanjing. Antalet invånare är 88 562. Befolkningen består av 42 563 kvinnor och 45 999 män. Barn under 15 år utgör 10,0 %, vuxna 15-64 år 79 %, och äldre över 65 år 9,0 %.
Runt Xibei är det tätbefolkat, med 849 invånare per kvadratkilometer. Närmaste större samhälle är Wuxi, 16,8 km sydväst om Xibei. Trakten runt Xibei består till största delen av jordbruksmark.
Genomsnittlig årsnederbörd är 1 390 millimeter. Den regnigaste månaden är juli, med i genomsnitt 250 mm nederbörd, och den torraste är januari, med 38 mm nederbörd.